# Proozaena
Proozaena is een geslacht van kevers uit de familie van de loopkevers (Carabidae). De wetenschappelijke naam van het geslacht is voor het eerst geldig gepubliceerd in 2001 door Deuve.

## Soorten
Het geslacht Proozaena omvat de volgende soorten:
- Proozaena cerdai Deuve, 2005
- Proozaena lata Deuve, 2004
- Proozaena nigricornis Deuve, 2004
- Proozaena parallela (Chaudoir, 1848)